# Elephas recki

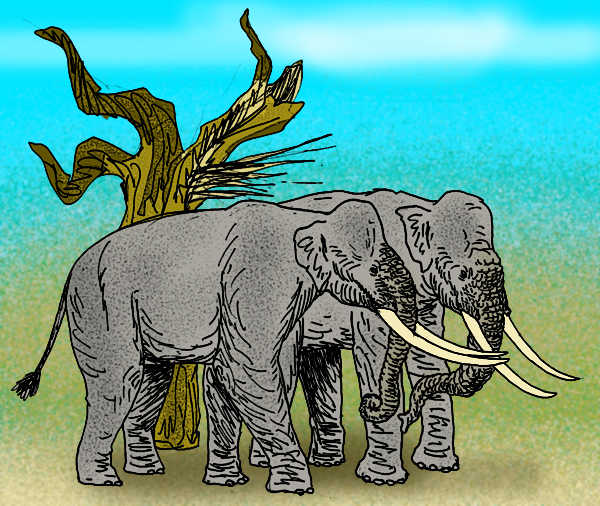
Restauração

Palaeoloxodon recki é uma espécie extinta relacionada com o elefante asiático Elephas maximus. Com até 4,27 metros (14 pés) de altura nos ombros, foi uma das maiores espécies de elefantes que já viveram. Acredita-se que o P. recki ocupou porções da África há entre 3,5 e 1 milhão de anos. O elefante-asiático é o seu parente vivo mais próximo. O P. recki foi um comedor de grama bem sucedido, vivendo entre plioceno e o pleistoceno até ser extinto, talvez por competição com membros do gênero Loxodonta', o elefante africano moderno.
Um macho de P. recki de Koobi Fora tinha 40 anos quando morreu. Nessa idade ele tinha 4,27 metros de altura e pesava 12,3 toneladas.

## Subespécies
M. Beden identificou cinco subespécies dePalaeoloxodon recki, da mais antiga a mais recente:
- P. r. brumpti Beden, 1980
- P. r. shungurensis Beden, 1980
- P. r. atavus Arambourg, 1947
- P. r. ileretensis Beden, 1987
- P. r. recki (Dietrich, 1916)

Novas pesquisas indicam que o alcance de todas as cinco subespécies se sobrepõem, e que elas não eram separadas pelo tempo como proposto anteriormente. A pesquisa também achou uma grande variação morfológica, tanto entre as supostas subespécies, como também entre os espécimes anteriormente identificados como pertencentes a mesma subespécie. O degrau de sobreposição temporal e geográfico, junto com a variação morfológica, sugere que as relações entre as subespécies eram mais complexas do que indicadas.